# Laure Pillay
Laure Pillay, née Venchard le 16 mars 1917, morte le 19 juillet 2017, est une juriste mauricienne qui fut la première femme avocate et la première femme magistrate du pays.

## Biographie
Laure Venchard est née le 16 mars 1917, bien que sa naissance n'ait été enregistrée que le 20 avril. Elle est l’aînée d’une fratrie de 11 enfants. Elle fait ses études primaires et secondaires à Maurice, puis se rend à Londres en 1938 pour étudier la médecine au Royal Free Hospital. Lorsque la Seconde Guerre mondiale éclate, elle abandonne ses études pour travailler au Foreign Office jusqu'en 1945. En 1943, elle épouse Rabindra Pillay, qui travaille pour la Royal Air Force, en 1943.
Elle retourne à l'île Maurice après la guerre et travaille comme professeur de langues au Bhujoharry College de Port Louis avant de reprendre des études de droit. Elle est admise au Lincoln's Inn puis, en 1955, au barreau de l'île Maurice, devenant la première femme avocate de l'île.
Laure Pillay est notamment une avocate des droits de la femme et représente l'île Maurice lors de séminaires sur le rôle des femmes en Afrique à Addis-Abeba et à Berlin. Elle est féministe, défend les femmes victimes de violence domestique, et traite de nombreux cas de divorce.
Elle est nommée magistrate le 31 mars 1967, siégeant aux tribunaux de Port Louis, Mapou et Flacq, ce qui fait d'elle la première femme juge du pays. Elle est ensuite nommée Senior Magistrate, avant de prendre sa retraite de magistrate et de retourner au barreau.
Mme Pillay est l'un des membres fondateurs de l'Association mauricienne de planification familiale. 
Laure Pillay célèbre son 100e anniversaire en avril 2017. Elle meurt le 19 juillet 2017.